# Faustball-Europameisterschaft der Frauen 1999
Die 3. Faustball-Europameisterschaft der Frauen fand am 4. und 5. September 1999 in Alzenau (Deutschland) statt. Deutschland war zum ersten Mal Ausrichter der Faustball-Europameisterschaft der Frauen. Neben fünf europäischen Mannschaften nahm auch die Nationalmannschaft Japans teil, da es in Asien keine kontinentalen Meisterschaften gibt.

## Platzierungen
| Rang | Land        |
| ---- | ----------- |
| 1.   | Deutschland |
| 2.   | Schweiz     |
| 3.   | Österreich  |
| 4.   | Japan       |
| 5.   | Italien     |
| 6.   | Tschechien  |